# Meinrad d'Einsiedeln
Saint Meinrad d'Einsiedeln, o.s.b., né vers 797 à Rottenburg (Wurtemberg) et mort le 21 janvier 861 à Einsiedeln, est un ermite à qui l'on attribue la fondation du monastère d'Einsiedeln, dans une région de la Francie orientale devenue ultérieurement le territoire du canton de Schwytz, en Suisse centrale. Il est connu comme le « martyr de l'hospitalité ».

## Biographie
Meinrad (parfois orthographié Meinard en français, cette paronymie pouvant alors porter à confusion avec le nom propre Ménard), qui selon la tradition, aurait été l'un des fils d'un certain comte Berthold de Hohenzollern,,, est instruit à l'école de l'abbaye bénédictine de Reichenau, sur le lac de Constance par l'abbé Heito ainsi que par son oncle Erlebald. Il entre dans l'Ordre et devient moine. Après quelques années passées à Reichenau et au prieuré Babinchova de Benken, au sud-est du lac de Zurich, il décide de vivre en ermite et se retire en 828 au col de l'Etzel. Il garde sur lui une statuette de la Vierge réputée accomplir des miracles, que l'abbesse Hildegarde de Zurich lui avait remise. C'est probablement en l'an 835 qu'il construit un ermitage et une chapelle, sur le site qui deviendra plus tard celui de l'église du monastère de l'abbaye d'Einsiedeln.

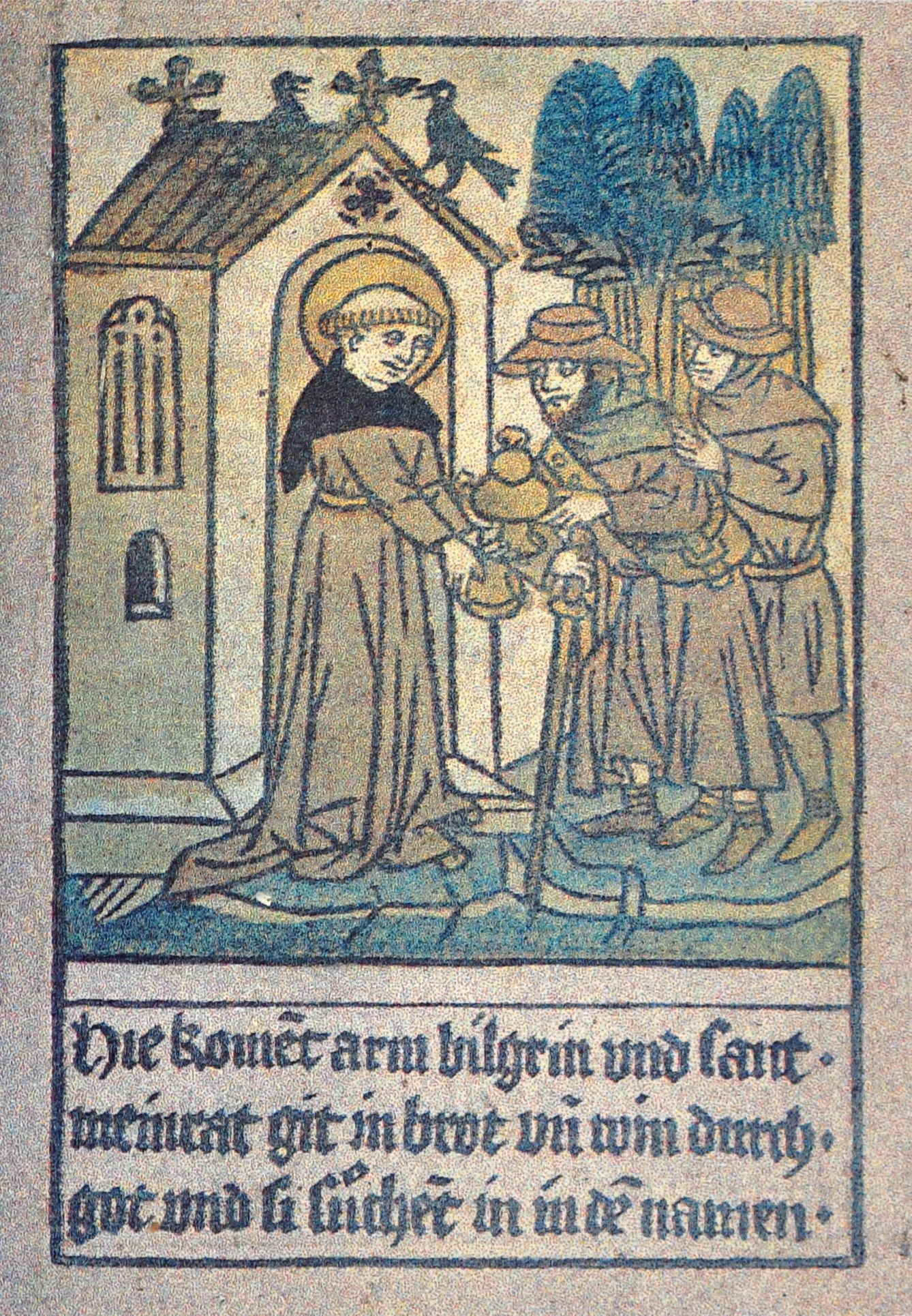
Illustration historique de l'histoire de Meinrad et des deux brigands.

Blason de l'abbaye d'Einsideln où figure les deux corbeaux qui permirent de venger le meurtre de l'ermite Meinrad.

Selon la légende, Meinrad est attaqué et tué le 21 janvier 861 par deux vagabonds convoitant les trésors déposés à proximité par les pèlerins. Après quoi deux corbeaux qu'il avait auparavant apprivoisés auraient suivi les assassins, permettant de les retrouver et de les conduire devant un tribunal présidé par le comte Adalbert II de Thurgovie qui les condamna au bûcher. C'est la raison pour laquelle les armoiries du monastère et du village d'Einsiedeln sont ornées de deux corbeaux.
Au cours des quatre-vingts années suivantes, l'ermitage de la « sombre forêt » (comme on appelle cette région à l'époque) continue à être occupé par un ou plusieurs ermites désireux de suivre l'exemple de Meinrad. Un autre bénédictin, Bennon, ancien chanoine de la cathédrale de Strasbourg, s'y installe en 906. Rejoint par des disciples, il fait rebâtir la chapelle par un ermite nommé Eberhard et défricher les terres environnantes. Il y passera plusieurs années avant d'être nommé évêque de Metz en 925 par Henri Ier de Germanie. En 934, Eberhard entreprend la construction du monastère dont il sera le premier abbé et qui contribuera significativement à la diffusion de la foi catholique dans la région. Après avoir été supplicié puis expulsé de Metz, Bennon se retire de nouveau à Einsiedeln où, selon François-Xavier de Feller, il meurt le 3 août 940.
Meinrad est canonisé en 1039 par Benoît IX et le 6 octobre de cette année, l'abbé Bernon de Reichenau ordonne la translation de ses reliques de l'île de Reichenau à Einsiedeln.
En 1854 une autre abbaye de Saint Meinrad est fondée en Indiana par des bénédictins de la Congrégation helvéto-américaine .

## Sources documentaires

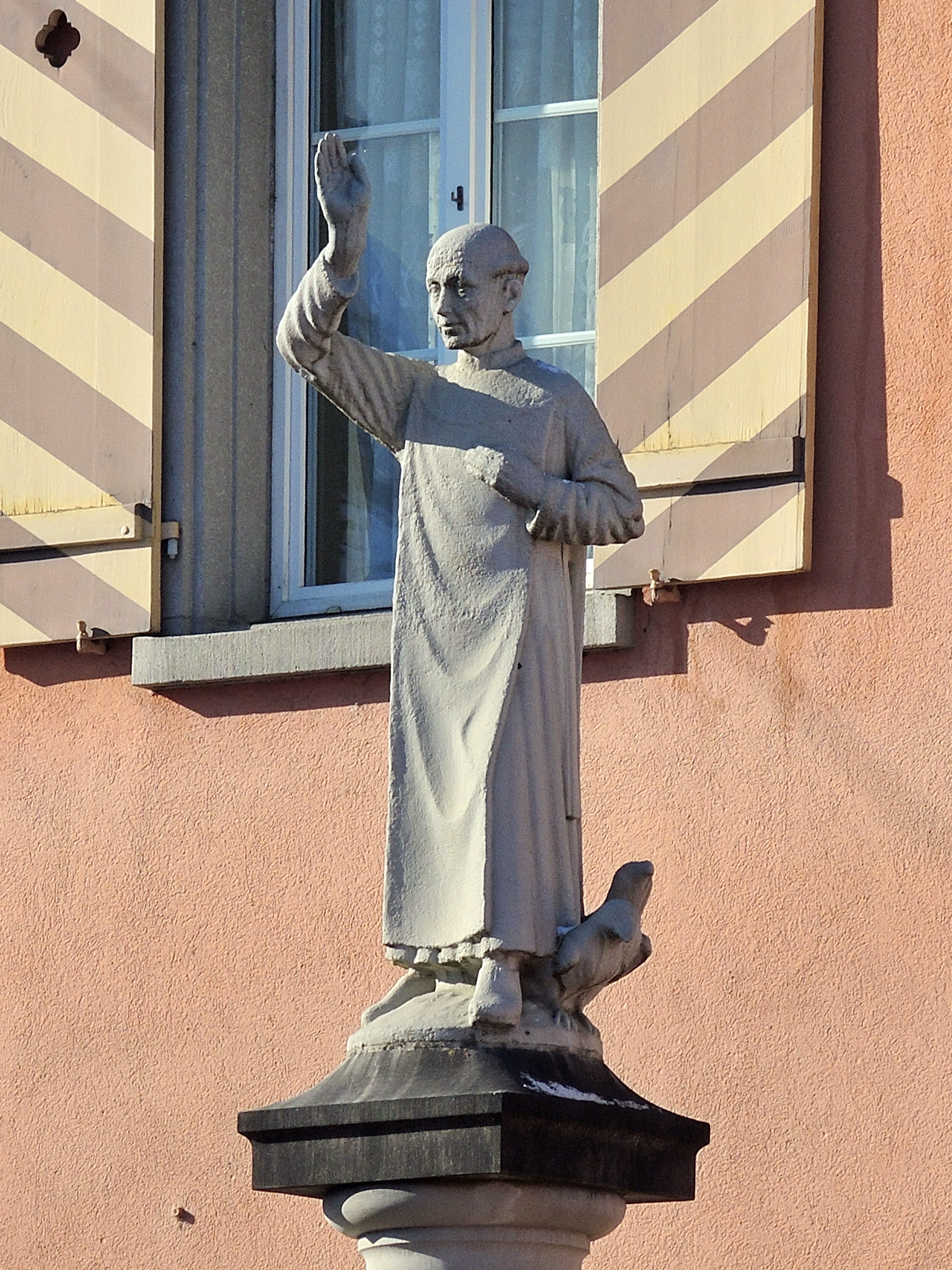
Statue de saint Meinrad surplombant la fontaine située devant le bâtiment principal de la gare d'Einsiedeln.

La plus ancienne biographie de Meinrad est rédigée à Reichenau, probablement peu après son décès, à la fin du IXe siècle. Il est introduit dans la tradition liturgique dès sa canonisation, au XIe siècle. Le plus ancien manuscrit connu le concernant se trouve dans la bibliothèque de l'abbaye d'Einsiedeln (codex 249).
C'est grâce à deux incunables imprimés à Bâle indépendamment l'un de l'autre que la légende de saint Meinrad est rendue populaire. Le premier paraît en 1481/1482 chez Bernhard Richel (GW-Ms K 248; ISTC il-00121500) : ces  exemplaires sont conservés à Fribourg-en-Brisgau, Munich et Nuremberg. En 1491 et 1495, Michael Furter publie une édition en allemand et de 1496 à 1505 deux éditions latines et quatre tirages illustrés.
Au total, les documents anciens consacrés à Meinrad vont d'une tradition manuscrite séculaire (manuscrits de la bibliothèque de l'abbaye de Saint-Gall, cod. 598, dat. 1432 ; bibliothèque centrale de Zurich Ms. A 116), au blockbuch richement illustré de 1450-1460 que l'on pense avoir été également imprimé à Bâle. Ces publications permettent aux moines bénédictins d'Einsideln ainsi qu'aux pèlerins de la chapelle mariale commémorative de nouer un lien avec le fondateur de leur monastère.

## Édifices dédiés à Meinrad
- Chapelle Saint-Meinrad (Bollingen)
- Chapelle Saint-Meinrad (Etzelpass)
- Saint-Meinrad (Pfäffikon)
- Saint-Meinrad (Radolfzell)
- Meinradsbrunnen à Pfäffikon
- Abbaye Saint-Meinrad (OSB), Saint Meinrad, comté de Spencer, Indiana, États-Unis

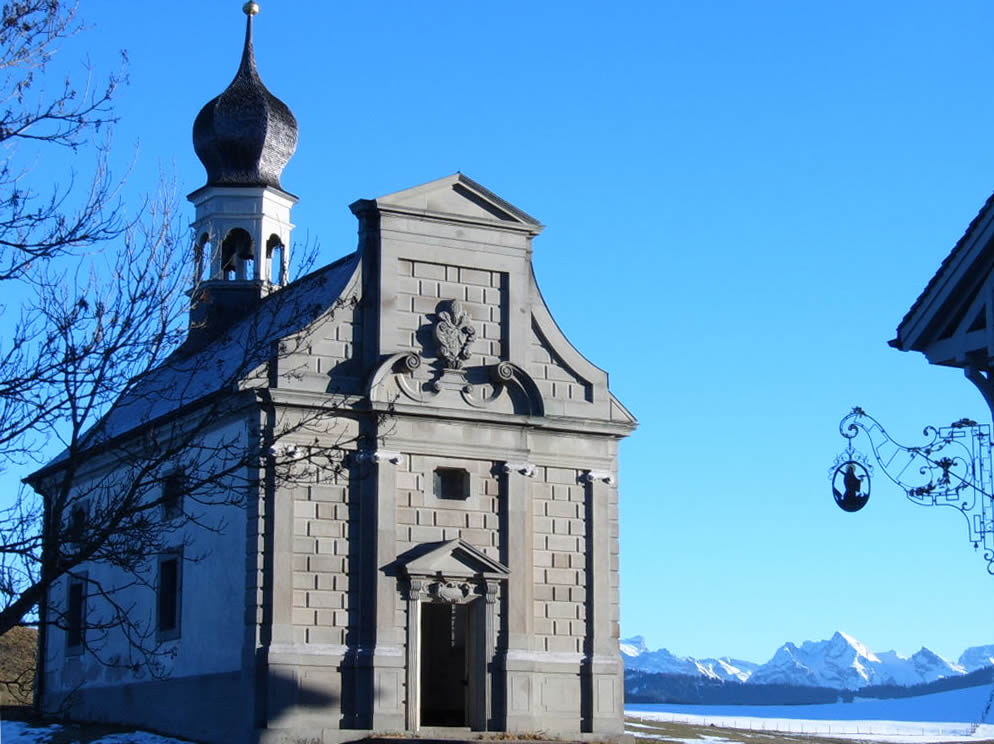
La chapelle Saint-Meinrad au col de l'Etzel.
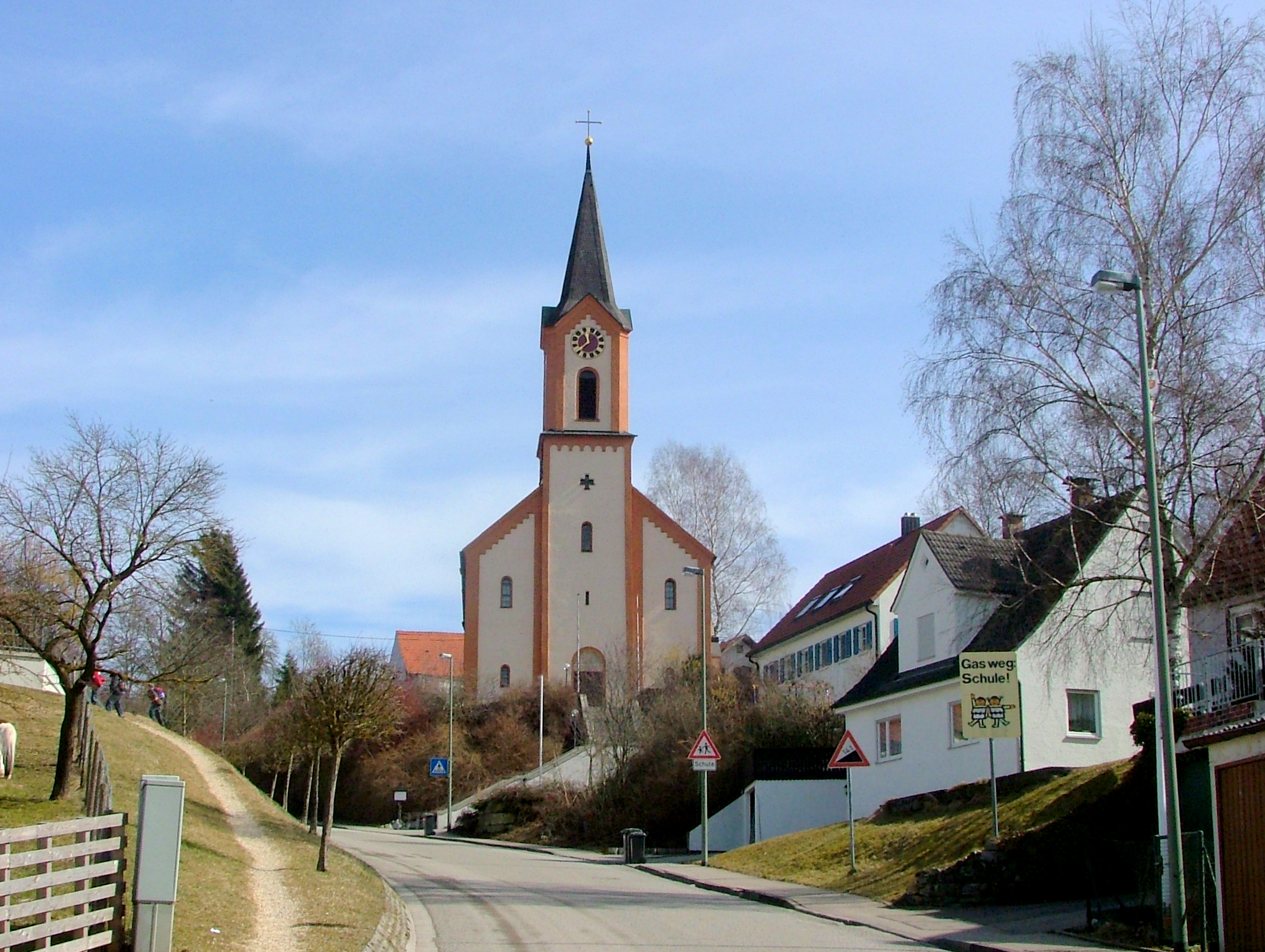
L'église Saint-Meinrad de Jedesheim.
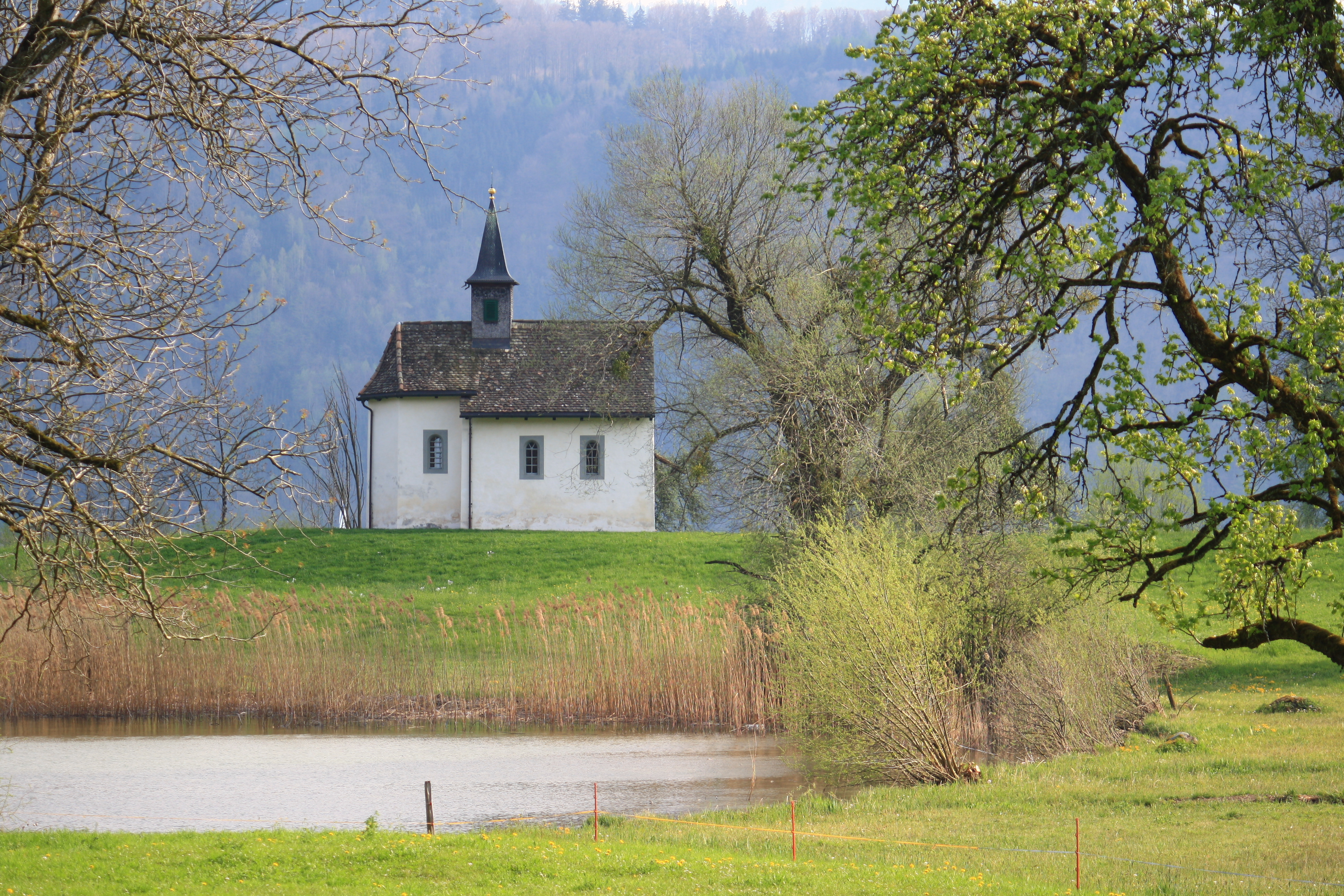
La chapelle Saint-Meinrad à Bollingen sur le lac de Zurich.